# 太田敬三
太田 敬三（おおた けいぞう、1902年12月27日 - 1996年4月1日）は、日本の医学者、東宮侍医。専門は、小児科学。

## 略歴
長野県諏訪郡上諏訪町（現・諏訪市）出身。旧制長野県立諏訪中学校（現・長野県諏訪清陵高等学校）、旧制松本高等学校理科を経て、1926年東京帝国大学医学部医学科卒業。
1926年東大医学部薬理学教室に入り、1927年小児科副手となり、外来診察所医長、1934年医学部附属病院小児科医長兼講師、1937年宮内省侍医寮勤務を経て、1945年東京医学歯学専門学校（現・東京医科歯科大学）講師、のち教授。1949年初代東京医学歯学専門学校附属医院国府台分院長。1956年東京医科歯科大学医学部附属病院長。1968年同大学学長を歴任した。その他、東京生化学研究会理事を務めた。1974年勲二等旭日重光章受章。

## 著書
- 『小児科学テキスト』 診断と治療社、1959年
- 『小児科学』 医学書院、1960年
- 『スタンダード看護事典』 金原出版、1962年
- 『小児科治療 - 私はこう治療している』 金原出版、1968年